# هوخشتادت (راینلاند-فالتس)
هوخشتادت (به آلمانی: Hochstadt) یک شهر در آلمان است که در زودلیشه واینشتراسه واقع شده‌است. هوخشتادت ۲٬۴۸۷ نفر جمعیت دارد.